# Dombay Lelly
Dombay Lelly (Dornis Istvánné) (Selmecbánya, 1914. augusztus 7. – Nizza, 1999. március 10.) képzőművész.

## Élete

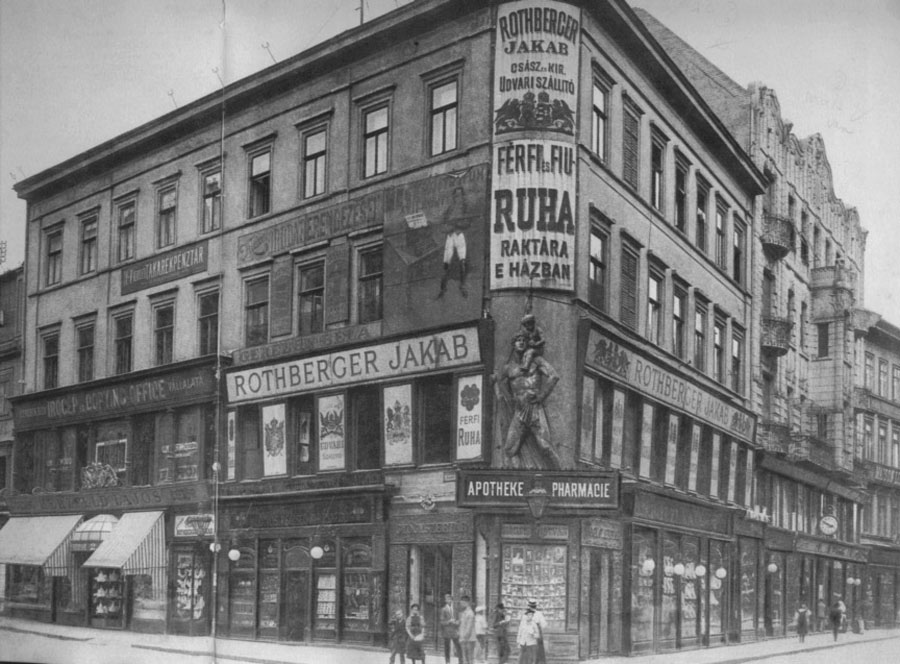
Kristóf tér és Váci utca sarok

Dombay Lelly 1914-ben született a felvidéki Selmecbányán. Magyar származású, Nizzában élt művésznő, akit festő, grafikus, textil- és ruhatervezőként tartanak számon. Kanadai és francia állampolgársága volt. A művészet iránti érdeklődése már egészen fiatalkorában megmutatkozott. Tanulmányait Torontóban kezdte a torontói School of Art iskolában, de folytonos utazások jellemezték életét, megfordult Párizsban, Nizzában. Mindezek ellenére nem adta fel a tanulást Párizsban, az Academie de la Grande Chaumière-ben tanult. Folytonos ingázás jellemzi életét, minden helyszínen próbálta a művészetet magába szívni és minden táj inspirálta. 1976-ban Magyarországon tanult a Budapesti Képzőművészeti Főiskolán, ahol mestereitől Z. Gács Györgytől és Blaski Jánostól sokat tanult. A 80-as évektől megosztotta idejét Nizza és Leányfalu között. Ihlető forrása a mediterrán táj és a magyar vidék. A tengerben vagy a pusztában a végtelenség érzetét, annak hatását fogalmazta meg meleg színekkel, képei egységes dinamizmusával. 1982 körül sorozatot festett az Alföldről, konstruktív jelleggel. A '90-es években expresszív jellegű madár-sorozatot készített. 1976-tól kapcsolódott be a nemzetközi kiállítási életbe. Egyéni kiállítása volt 1978-ban Párizsban, 1979-ben New Yorkban és Torontóban, 1989-ben a Budapest Galériában. 1982-ben szerepelt a Műcsarnokban, a Külföldön élő magyar származású művészek 2. kiállításán. Művei megtalálhatók jelentős New York-i, párizsi és egyéb külföldi gyűjteményekben. 1999-ben hunyt el Nizzában. Művészetéről könyv készült Hegyi Lóránd szerkesztésében, A mediterrán tradíció vonzásában címmel jelent meg, fekete-fehér reprodukciókkal illusztrálva, magyar és francia nyelven.

## Divattörténeti munkássága
A 30-as évek végétől Budapesten, a Kristóf téren női ruhaszalont vezetett. Saját maga tervezte a textileket és a ruhákat, melyek a korabeli divathoz igazodtak. Visszatért Kanadába 1950-ben és szintén ruhatervezőként dolgozott, majd Franciaországban telepedett le.

## Művészete

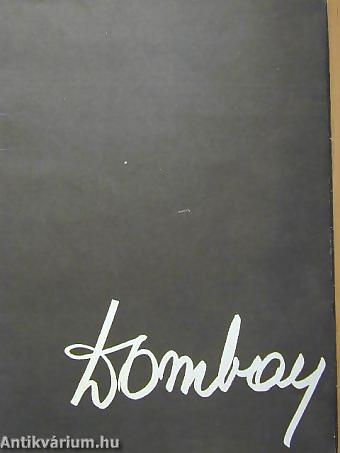
Dombay-könyv

Mindig is nagyon szoros kapcsolatban volt szülőhazájával, bár sokszori kötözései nem ezt mutatják, művészetével mégis ezt üzeni a közönségnek. Bármely alkotását elemezzük a harmóniavágy motiválhatta az alkotásban, a csendes szemlélődést állítja előtérbe. Finom mozzanatok és mozdulatok jellemzi, nyoma sincs a heves, ingerült és hirtelen önkifejezésnek. Igazi finom művészetet képvisel. Festészetét figyelemmel követve és művészetét magába szívva a befogadó maga is megnyugvásra lel a békesség és lelki harmónia lesz úrrá rajta. Ámbár ez a finomság árulkodhatna kimunkálatlanságról is, de a festőnő esetében éppen ellenkezőjét veheti észre a néző. Nála minden az állandóságot, nyugalmi állapotot, vagy a végtelen ismétlődés természetfeletti változatlanságát sugallja. Ugyanakkor a finoman megmunkált részletek és a felület festői gazdagsága életet, változatosságot visz a képbe. Apró mozgásokból logikusan szervezett élet-egységet, ami a változatlanság és a természetből merített változékonyság egységére törekszik. Az érzékeny, minden apró mozzanatra figyelő, a jelenségeket érzelmileg interpretáló női személyiség áll művei mögött. Ez a finom megmunkált jellem hordozza magában a lírai festőnő képét, és mindezek mellett rendkívül fontos számára a táj lelkének lefestése. A pillanatnyi érzések pontos leírása formákban, színekben, akár csak az impresszionista versekben.  
Alkotásainak témáját egyszerűen választja. Környezetéből inspirálódik. Pl.: egy elhagyott strandszék tárgyias mélabúja, a tenger felett szálló madarak kecses mozdulatainak mulandóságot sugalló képe… Személyes témái vannak képeinek, mégis azzal a finomsággal veti vászonra, hogy ez képes elfelejtődni a befogadó számára.
Képeinek hangulata: a lírai finomság és a tudatos felépítettség keveredésében, mint egy harmóniájában leljük meg a képei nyugodt hangulatát. Kiegyensúlyozott a személyes hangulat illetve az azon túli rend összemosása. Ezt a profizmust Franciaországból hozta magával. Sokat tartózkodott ott, és talán sehol máshol nem nyúlnak ilyen finoman és visszafogottan a művészethez, ahol mindezek közben olyan szívszorító a hangulati tartalma. A francia Délt választotta második hazájának. S a francia Dél festészeti hagyománya ott él minden művében. De nem csupán az egyes képekben, hanem a harmóniáról és a természet művészi átfogalmazásáról kialakított felfogásában is. Közvetlenebbül kötődik a táj konkrét élményéhez, mind a látvány, mind a hangulatiság szintjén.
Az általa alkalmazott felülettagolás lényege a keskeny, kontúros érzékeny mégis határozott vonalak. Képeinek biztos alapot ad a felülettagolás és az előbb megfogalmazott hajszálvékony peremen táncoló harmónia, az érzékenység és tudatosság között. Ezen nehéz feladatot is olyan könnyen fogta meg művészetében, ahogyan a francia művészet nagyjai tették. Magába szívta a mediterrán valószínűtlen kékségét, az ezüstös tengeri pára ragyogását, az olajfák Corot-t idéző hamvas szürkeségét, a pálmák fáradt zöld tónusait, s mindezt egyetlen egységes színvilággá építette össze. Nem véletlenül tekinti magát igazi koloristának: valóban festészetében alapvetően a szín hatalmáról, a szín érzelmi tartalékairól, a képfelületet kitöltő szín rejtélyéről beszél.
A magyar táj megjelenése festészetében: 1986-ban elkezdte a magyar alföldi tájat feldolgozó képciklusát. Alföldi képei hatalmas, messzire vezető, távoli horizontokat és apró, elárvult magányos motívumokat mutatnak. A színek kiegészülnek a homok sárgájával, a vörös különböző tónusaival, a száraz föld színeivel és a szürke árnyalataival, ezen színek ebben az alföldi táj ciklusban egészen más jelentést tartalmaznak. Eltűnt a mindenek felett álló derű képeiről, de finoman ötvözte a Franciaországban tapasztaltakat a hazai tapasztalatokkal. ízig-vérig francia jelenség, s ő ezt mégis egy merőben más táj, egy merőben más élményvilág festői megragadására alkalmazza. Szándéka mögött a szülőföld és a választott haza egymásra találásának vágya áll.
Utolsó képciklus: Kedvenc motívumát, a tengeri madarakat festi meg újra és újra, megragadva a kecses mozdulatok mögött felvillanó oly sok érzelmi tartalmat. Őszinte pillanatokat rögzít ecsetjével, mély érzelmekkel vegyítve egyre fájdalmasabb hangulat fogható meg közvetlenül képeiben. Lefesti ugyanúgy a szépséget, mint eddig, a kecsességet, azt a finomságot és harmóniát ugyanúgy közvetíti, de esendően törékenyen. Mozdulataik a fájdalmas, pótolhatatlan hiányt, a visszahozhatatlanul elmúlt pillanat örök veszteségét tárják elénk. Művészete érzelmes, de nem hivalkodó; személyes hangvételű, de nem tolakodó; határozottan halad a maga útján, s mégis szerény. Önmaga harmóniáját illetve harmónia vágyát közvetítik képei, éppen ez, ami végigkísérte életét és művészetét.

## Egyéni kiállítások
- 1978 • Galerie de la Tournelle, Párizs
- 1979 • National Art Center, New York • Koffler Gallery, Torontó
- 1980 • Mas d'Artigny, St. Paul (FR)
- 1981 • M. Municipal de St. Paul (FR) • Galerie Montfleury, Cannes (FR)
- 1982 • Salon du Louvre, Menton (FR)
- 1982 • Görög templom, Vác
- 1983, 1985 • Mas d'Artigny, St. Paul (FR)
- 1985 • Magyar Képzőművészeti Főiskola
- 1986 • Művelődési Központ, Győr • Kanadai Nagykövetség, Budapest
- 1988 • Bartók Béla Művelődési Központ, Szeged
- 1989 • Budapest Galéria, Budapest

## Válogatott csoportos kiállítások
- 1976 • Art Gallery of Hamilton (CA)
- 1977 • Gallery 93., Ottawa
- 1978 • Magyar Képzőművészeti Főiskola
- 1979 • Womenart, Lincoln Center, New York
- 1980 • XVI. Grand Prix International de la Peinture de la Côte d'Azur, Cannes (FR)
- 1980 • Exposition France-Canada, Cannes (FR)
- 1982 • Tisztelet a szülőföldnek. Külföldön élő magyar származású művészek II. kiállítása, Műcsarnok, Budapest
- 1983 • Arteder, Bilbao
- 1983 • Fiber Art '83, St. Laurence Művészeti Központ, Torontó
- 1984 • Château M., Cagnes-Sur-Mer (FR)
- 1985 • 4. éves művészeti kiállítás, Torontó